# Lorenz von Stein
Lorenz Jacob von Stein, född den 15 november 1815 i Eckernförde i Schleswig, död den 23 september 1890 i Wien, var en schleswig-holsteinsk nationalekonom. 
Stein företog 1841 med statsstipendium en resa till Paris, vars frukter framlades i skrifterna Der sozialismus und kommunismus des heutigen Frankreichs (1844), omarbetad under titeln Geschichte der sozialen bewegung in Frankreich o. s. v. (3 band, 1849-51), och Französische staats- und rechtsgeschichte (3 band, 1846-48; tillsammans med Warnkönig). E.o. professor i Kiel sedan 1846, arbetade han ivrigt för Schleswig-Holsteins skilsmässa från Danmark och blev med anledning av detta avsatt 1852. 1855-85 var Stein professor i statsvetenskap i Wien. 
Steins framställning av de socialistiska strömningarna i Frankrike intill 1800-talets mitt blev under lång tid av grundläggande betydelse för den vetenskapliga uppfattningen, i synnerhet i Tyskland. Som sin mest betydande insats i det samhällsvetenskapliga arbetet betraktade han sina omfattande verk i förvaltningsrätt. I sina nationalekonomiska arbeten representerar han den så kallade historiska skolan. De framstående nationalekonomer av den österrikiska skolan, som senare beklätt lärarposter vid Wiens universitet, såg i honom en genialisk, men tämligen oförstående motståndare med ett stänk av det stortyska översitteri, som bidrog att egga den österrikiska oppositionen mot de tyska forskningsmetoderna.